# تالار رؤیا
تالار رؤیا (انگلیسی: Dream Chamber) یک بازی ویدئویی ماجراجویی بازی ویدئویی تک‌نفره برای سکو‌های ویندوز، اندروید، آی‌اواس و اواس ده می‌باشد که توسط دارک‌ویو گیمز توسعه و میکروئیدز نشر پیدا کرده است.